# Aerodramus
Aerodramus ist eine Vogelgattung in der Familie der Segler (Apodidae), deren Arten in tropischen und subtropischen Gebieten des südlichen Asiens, von Ozeanien und des Nordostens Australiens vorkommen.
Ursprünglich wurden alle Salanganen einer einzigen Gattung zugeordnet. Eine Aufteilung auf zwei oder mehrere Gattungen wurde mehrfach diskutiert, die von R. K. Brooke 1970 vorgenommene Aufteilung auf drei Gattungen stieß erstmals auf breitere Zustimmung und wurde seit 2003 durch mehrere molekulargenetische Untersuchungen bestätigt. Die mit Abstand größte Gattung ist dabei Aerodramus, darin enthalten sind die Arten, die über die Fähigkeit zur Echolokation verfügen.

## Merkmale
Bei den Vertretern der Gattung Aerodramus handelt es sich um recht kleine Segler mit einer Körperlänge zwischen 10 und 14 Zentimetern. Das Gefieder ist vorwiegend grau, aber im Gegensatz zu den verwandten Collocalia-Arten nicht glänzend.

## Echolokation
Die Aerodramus-Arten verfügen über die Fähigkeit zur Echolokation, für manche Arten wird es jedoch nur vermutet und ist bisher nicht definitiv nachgewiesen. Diese Fähigkeit ist bei Vögeln sehr ungewöhnlich und findet sich neben den Salanganen nur beim südamerikanischen Fettschwalm (Steatornis caripensis). Im Gegensatz zu Fledermäusen benötigen die Salanganen diese Fähigkeit offenbar nicht zur Lokalisierung von Beutetieren in der Luft, sondern die Echolokation gibt ihnen die Möglichkeit, in dunklen Höhlen zu nisten. Zudem sind sie dadurch in der Lage, abends länger auf Insektenjagd zu gehen, ohne ein Problem beim Aufsuchen des Nistplatzes in großer Dunkelheit zu haben.
Die Mehrzahl der Arten verwendet zur Echoortung einen doppelten Klick-Laut, während die Atiusalangane (Aerodramus sawtelli) und zumindest eine Unterart der Schwarznestsalangane (Aerodramus maximus) nur einen Klick von sich geben. Es wurde vermutet, dass dieser Unterschied anatomische Ursachen hat und dass dies ein Hinweis darauf sein könnte, dass die Gattung nicht monophyletisch ist. Die Monophylie der Gattung wurde allerdings von molekulargenetischen Untersuchungen bestätigt.

## Essbare Vogelnester
Die meisten Seglerarten benutzen Speichel zum Bau des Nests. Dieses Verhalten ist bei der Weißnestsalangane (Aerodramus fuciphagus) am deutlichsten ausgeprägt, diese baut ihr Nest ausschließlich aus Speichel auf. Die beinahe weißen und wie Wasserglas aussehenden Nester sind die beliebtesten „essbaren Schwalbennester“. Aber auch die von der Schwarznestsalangane (Aerodramus maximus) gebauten sogenannten schwarzen Nester, die neben Speichel auch Federn enthalten, gelten als Delikatesse. Die Beliebtheit dieser Vogelnester macht Maßnahmen zum Schutz dieser Arten erforderlich.

## Systematik
Ursprünglich wurden alle Salanganen einer einzigen Gattung zugeordnet. In der Folgezeit wurden Aufteilungen auf mehrere Gattungen diskutiert, und die Arten wurden basierend auf äußerlichen Merkmalen und Unterschieden in der Brutbiologie mehrfach umsortiert, bis 1970 eine von R. K. Brooke vorgenommene Aufteilung der Salanganen auf drei Gattungen verhältnismäßig breite Anerkennung fand, bei der die Fähigkeit zur Echoortung das entscheidende Kriterium darstellte.
Ein Widerspruch tauchte auf, als nachgewiesen wurde, dass die zur Schwestergattung Collocalia zählende Zwergsalangane (C. troglodytes) über die Fähigkeit zur Echolokation verfügt. Damit hat diese Eigenschaft ihre herausragende Bedeutung zur Unterscheidung zwischen den Gattungen verloren. Eine Forschergruppe um Henri Thomassen vermutete 2005, dass die Echoortung bei der Zwergsalangane durch konvergente Evolution entstanden ist. Obwohl die Monophylie von Aerodramus und Collocalia auch bei diesen Untersuchungen betätigt wurde, zogen die Autoren in Erwägung, alle Salanganen wieder in einer Gattung zu vereinen, da es nun kein eindeutiges äußeres Merkmal mehr zur Unterscheidung gibt.
Folgende Arten werden der Gattung zugerechnet:
- Seychellensalangane (Aerodramus elaphrus)
- Mauritiussalangane (Aerodramus francicus)
- Malabarsalangane (Aerodramus unicolor)
- Braunbürzelsalangane (Aerodramus mearnsi)
- Molukkensalangane (Aerodramus infuscatus)
- Bergsalangane (Aerodramus hirundinaceus)
- Weißbürzelsalangane (Aerodramus spodiopygius)
- Queenslandsalangane (Aerodramus terraereginae)
- Himalayasalangane (Aerodramus brevirostris)
- Philippinensalangane (Aerodramus whiteheadi)
- Nacktfußsalangane (Aerodramus nuditarsus)
- Salomonensalangane (Aerodramus orientalis)
- Moosnestsalangane (Aerodramus salangana)
- Einfarbsalangane (Aerodramus vanikorensis)
- Palausalangane (Aerodramus pelewensis)
- Marianensalangane (Aerodramus bartschi)
- Karolinensalangane (Aerodramus inquietus)
- Atiusalangane (Aerodramus sawtelli)
- Polynesiensalangane (Aerodramus leucophaeus)
- Schwarznestsalangane (Aerodramus maximus)
- Weißnestsalangane (Aerodramus fuciphagus)
- Papuasalangane (Aerodramus papuensis)

Die im Jahre 2002 beschriebene ausgestorbene Mangaia-Salangane (Collocalia manuoi) gehört vermutlich ebenfalls in diese Gattung.